# 栖霞路 (桂林)
栖霞路位于桂林市七星区。西起东江路，中段与东江二路相连，东至栖霞桥西端，桥东端接六合路。

## 历史
清代，称车头巷。
民国27年（1938年），原路东至葛老桥止，因路南侧七星山麓有栖霞寺，得名栖霞路。
1966年与六合路合并，改建援越路。1978年二者分开，该路复名栖霞路，起止点为东江路至栖霞桥西端，接六合路。
2001年改建，道路拓宽至40米，全长约350米。